# Milho Branco (São Domingos)
Milho Branco es una localidad caboverdiana del municipio de São Domingos.

## Geografía
La localidad está situada en la isla de Santiago.

## Organización territorial
La localidad abarca los lugares y barrios de:
- Cabeça Horta
- Chã Cardoso
- Chãnzinha
- Milho Branco
- Sezimbra
- Terra Branca